# Пиърс Пол Рийд
Пиърс Пол Рийд (на английски: Piers Paul Read) е британски историк и биограф, писател, сценарист, драматург, автор на исторически трилъри, съвременни романи и документални книги. В България е издаван и като Пиърз Пол Рийд.

## Биография и творчество
Пиърс Пол Рийд е роден на 7 март 1941 г. в Бекънсфийлд, Бъкингамшър, Англия, Великобритания. Той е третият син на сър Хърбърт Рийд, поет, критик и теоретик на анархизма, и Маргарет Лудвиг, професионален музикант. Възпитан е като римокатолик. Когато е на 8 г. семейството му се мести в село Стоунгрейв до Ройдейл, Северен Йоркшър. Учи при бенедиктинските монаси в училището „Гилинг Кастъл“ и колежа „Амплефорт“ в Йорк.
На 15 г. напуска колежа „Амплефорт“ и отива да живее в Париж, където учи Френска цивилизация в Сорбоната. През 1959 г. започва да учи История в колежа „Сейнт Джон“ в Кеймбридж, който завършва с бакалавърска степен през 1961 г. и с магистърска степен през 1962 г. През 1963 – 1964 г. е в Берлин на специализация със стипендия на Фондация „Форд“ и е работил за „Kindler Verlag“ в Мюнхен. Там се среща с немските писатели от „Група 47“, френския романист Мишел Бютор и полския писател Витолд Гомбрович.
В Берлин започва да пише първия си роман „Game in Heaven with Tussy Marx“, а престоят му там вдъхновява и втория му роман „The Junkers“. По-късно се записва в Академията за писатели, финансирана от Фондация „Форд“, в която се сприятелява с колегите си Том Стопард и Дерек Марлоу. В периода 1964 – 1965 г. работи в Лондон като заместник-редактор в литературната притурка на „Таймс“.
От 1965 г. Пиърс Пол Рийд преминава изцяло към писателската си кариера като свободен писател и към продукции по негови произведения в телевизията. Романът му „Game in Heaven with Tussy Marx“ е публикуван през 1966 г.
През 1967 г. се жени за съпругата си Емили Бутби в катедралата в Страсбург, където нейният баща Ивлин Базил Бутби, е британски представител в Съвета на Европа. Живели са по различно време в Съединените щати, Франция и Северен Йоркшър, но се установяват в Лондон през 1980 година. Имат 4 деца – двама сина и две дъщери.
В периода 1967 – 1968 г. прекарва една година в Ню Йорк, преживяване, което използва за романа си „Дъщерята на професора“.
Романите на Рийд са силно повлияни от католическата му вяра, а сюжетите са съсредоточени върху религиозната тема на греха и изкуплението. Пише в традиционния линеен стил и често ползва сюжетни елементи от популярната литература, особено в трилъра, като шпионаж, убийство и конспиративни теории. Повечето от неговите герои са несимпатични и извършват ужасяващи актове, докато накрая се въздигнат до Господа.
Пиърс Пол Рийд е автор и на редица телевизионни пиеси, а няколко от романите му са адаптирани за киното и телевизията. Един от най-известните филми е „Alive: The Miracle of the Andes“ (Чудото на Андите) за историята на катастрофата на уругвайския Полет 571 в снежните Анди през 1972 г. и нечовешкото оцеляване на част от пътниците стигнали до човекоядство. Документалната книга на Рийд е издадена в над 5 милиона екземпляра по целия свят.
Пиърс Пол Рийд е член на Кралското общество за литература и на Обществото на авторите. Той е практикуващ католик и е бил в борда на редица католически организации. Член и заместник-председател е на Гилдията на католическите писатели на Англия и Уелс. Бил е в управителните органи на Института за съвременно изкуство (1971 – 1975), Обществото на авторите (1973 – 1976) и Кралското дружество за литература (2001 – 2007 г.). От 1980 г. е асоцииран професор по литература към Колумбийския университет.
Пиърс Пол Рийд живее със семейството си в Лондон. Архивът от неговите литературни документи и кореспонденция се съхранява в специални колекции в библиотеката „Brotherton“ в университета в Лийдс.

## Произведения

### Самостоятелни романи
- Game in Heaven with Tussy Marx (1966)
- The Junkers (1968) – награда „Джефри Фабер“
- The Professor's Daughter (1971)
Дъщерята на професора, „Народна култура“, София (1976, 1978), изд. „Орбел“ Благоевград (1992), прев. Красимира Абаджиева
- The Upstart (1973)
- Polonaise (1976)
- A Married Man (1979)
Един женен мъж, изд.: „Народна култура“, София (1981), изд. „Дионис“ София (1992), прев. Петко Бочаров
- A Season in the West (1988) – награда „Джеймс Тейт“ за най-добър роман
- On the Third Day (1990)
- A Patriot in Berlin (1995) – издаден и като „The Patriot“
- Knights of the Cross (1997)
- Alice in Exile (2001)
- The Death of a Pope (2009)
- The Misogynist (2010)

### Серия „Дан Роман“ (Dan Roman)
1. Monk Dawson (1969) – награда „Hawthornden“ и награда „Съмърсет Моъм“
2. The Villa Golitsyn (1981)
3. The Free Frenchman (1986)

### Документалистика
- Alive: The Story of the Andes Survivors (1974)
- The Train Robbers (1978)
- Quo Vadis?: Subversion of the Catholic Church (1991)
- Ablaze: The Story of the Heroes and Victims of Chernobyl (1993)
- The Templars: The Dramatic History of the Knights Templar, the Most Powerful Military Order of the Crusades (1999)
Тамплиерите, изд. ИК „Стено“ (2006), прев. Живко Христов, Адриана Сотирова
- Alec Guinness: The Authorised Biography (2003)
- Hell and Other Essays (2006)
- The Dreyfus Affair (2012)

### Филмография
- 1967 Verbrechen mit Vorbedacht – ТВ филм
- 1968 The Wednesday Play – ТВ сериал
- 1972 – 1974 Play for Today – ТВ сериал
- 1977 Here I Stand... – ТВ сериал
- 1983 A Married Man – ТВ сериал
- 1989 The Free Frenchman – мини ТВ сериал
- 1993 Alive: The Miracle of the Andes – филм по книгата
- 1998 Monk Dawson – филм по романа
- 2003 Arena – документален ТВ сериал

## Външни източници
- Официален сайт на Пиърс Пол Рийд
- Пиърс Пол Рийд в  Internet Movie Database
- Произведения на Пиърс Пол Рийд в  Моята библиотека